# Ajdin Hrustić
Ajdin Hrustić, né le 5 juillet 1996 à Melbourne en Australie, est un footballeur international australien, possédant également la nationalité bosnienne, qui joue au poste de milieu offensif à l'Heracles Almelo.
Il est le fils d'un père bosniaque et d'une mère roumaine.

## Biographie

### En club
Ajdin Hrustić fait ses débuts en professionnel en avril 2017 avec le FC Groningue. Il inscrit son premier but quelques jours plus tard contre le PEC Zwolle.

### En sélection
Il fait partie de l'équipe d'Australie lors de la Coupe des confédérations 2017. Hrustić honore sa première sélection lors de la compétition contre le Brésil.
Le 8 novembre 2022, il est sélectionné par Graham Arnold pour participer à la Coupe du monde 2022.

## Statistiques
| Saison                | Club                  | Championnat           | Championnat | Championnat | Coupe(s) nationale(s) | Coupe(s) nationale(s) | Total | Total |
| Saison                | Club                  | Division              | M.          | B.          | M.                    | B.                    | M.    | B.    |
| 2016-2017             | FC Groningue          | Eredivisie            | 7           | 1           | 0                     | 0                     | 7     | 1     |
| Total sur la carrière | Total sur la carrière | Total sur la carrière | 7           | 1           | 0                     | 0                     | 7     | 1     |

## Palmarès
Eintracht Francfort
- Ligue Europa (1) :
  - Vainqueur : 2022.